# كريستينا إيلينا غريغوراش
كريستينا إيلينا غريغوراش (من مواليد 11 فبراير 1966) هي لاعبة جمباز فنية رومانية سابقة حصلت على ميدالية أولمبية مرتين مع الفريق (ذهبية عام 1984 وفضية عام 1980) بشكل فردي فازت بأربع ميداليات (منصة القفز ، شامل ، عارضات غير مستوية وحركات الأرضية) في بطولة 1981 الأوروبية. اشتهرت بمهارتها على عارضة التوازن.